# クリスチーナ・オブラソワ
クリスチーナ・オブラソワ（ロシア語: Кристина Обласова、ラテン翻字：Kristina Oblasova, 1984年9月11日 - ）は、ロシアモスクワ出身の女性フィギュアスケート選手。2001年世界ジュニア選手権女子シングルチャンピオン。

## 経歴
ロシアのモスクワに生まれ、3歳のときにスケートを始めた。シングルスケーターとしてキャリアをスタートさせ、ジュニア時代の一時期ペアスケーターとして活動したこともあったが、再びシングルスケーターとして再出発した。
1998-1999年シーズンよりISUジュニアグランプリへの参戦し、翌1999-2000年シーズンにはJGPハーグで優勝を果たした。2000-2001年シーズンにはJGPサンジェルヴェとJGPブラオエン・シュベルター杯で優勝し、JGPファイナルでは2位となった。2001年世界ジュニア選手権では初出場で初優勝を飾る。
2001-2002年シーズンよりシニアの国際大会にも出場し、ネーベルホルン杯では3位となったもののISUグランプリシリーズでは表彰台に上ることはなかった。また、2連覇を目指して出場した世界ジュニア選手権では11位と惨敗を喫した。
2003-2004年シーズン、ロシア選手権で3位となり、欧州選手権に出場したが16位に終わった。これ以後、国際大会への出場はない。

## 主な戦績
| 大会/年                       | 1998-99 | 1999-00 | 2000-01 | 2001-02 | 2002-03 | 2003-04 |
| ----------------------------- | ------- | ------- | ------- | ------- | ------- | ------- |
| 欧州選手権                    |         |         |         |         |         | 16      |
| ロシア選手権                  |         | 9       | 6       | 5       | 5       | 3       |
| GPロシア杯                    |         |         |         |         |         | 7       |
| GPスケートカナダ              |         |         |         | 11      |         |         |
| GPスパルカッセン杯            |         |         |         | 5       |         |         |
| ゴールデンスピン              |         |         |         |         |         | 5       |
| ネーベルホルン杯              |         |         |         | 3       |         |         |
| 世界Jr.選手権                 |         |         | 1       | 11      | 9       |         |
| JGPファイナル                 |         |         | 2       |         |         |         |
| JGPブラオエン・シュベルター杯 |         |         | 1       |         |         |         |
| JGPサンジェルヴェ             |         |         | 1       |         |         |         |
| JGPSBC杯                      |         | 10      |         |         |         |         |
| JGPハーグ                     |         | 1       |         |         |         |         |
| JGPウクライナ記念             | 4       |         |         |         |         |         |